# Ion Corvin
Ion Corvin község Constanța megyében, Dobrudzsában, Romániában. A hozzá tartozó települések: Brebeni, Crângu, Rariştea és Viile.

## Fekvése
A település az ország délkeleti részén található, Konstancától hetvennyolc kilométerre délnyugatra, Băneasatól tizenkét kilométerre északkeletre.

## Története
Régi török neve Kuzgun (románul: Cuzgun). A 20. században kapta mai nevét, Hunyadi János, (románul: Ioan Corvin), a középkori magyar földesúr és hadvezér után.

## Lakossága
A nemzetiségi megoszlás a következő:
| 2002     | 2002 | 2002   |
| -------- | ---- | ------ |
| Románok  | 2049 | 94,33% |
| Törökök  | 121  | 5,57%  |
| Magyarok | 2    | 0,09%  |
| Összesen | 2172 | 100,0% |